# Фузариум овсяный
Фуза́рий овся́ный (лат. Fusárium avenáceum) — вид грибов-аскомицетов, относящийся к роду фузариум (Fusarium) семейства нектриевые (Nectriaceae). Ранее это название относилось только к анаморфной стадии гриба, а телеоморфа именовалась Gibberélla avenacea.

## Описание
Колонии на картофельно-декстрозном агаре (PDA) с обильным пушистым воздушным мицелием в белых, желтоватых, серовато-розовых тонах, быстрорастущие до медленнорастущих. В центральной части образуются обильные оранжеватые до коричневатых спородохии. В среду выделяется серовато-розовый до малинового пигмент.
Макроконидии при культивировании на агаре с гвоздичными листьями (CLA) шиловидные до нитевидных, обычно эллиптически-изогнутые, с 3—7 септами (преимущественно с 5 септами). Верхняя клетка нитевидно удлинённая, нижняя клетка с ножкой в основании. Макроконидии с 5 септами 32—90 × 3—6 мкм. Микроконидии обычно отсутствуют, реже веретеновидные, 2—3-клеточные, образуются на фиалидах и полифиалидах. Хламидоспоры отсутствуют.

### Отличия от близких видов
Fusarium acuminatum способен к образованию хламидоспор, а также отличается несколько изогнутыми макроконидиями с ножкой в основании нижней клетки.

## Экология и значение
Часто выделяется из почвы и в качестве фитопатогена бобовых и гвоздичных, с зерновок овса и пшеницы. Распространён преимущественно в умеренных регионах мира.
Образует токсины боверицин, фузарин C, монилиформин.

## Таксономия
Fusarium avenaceum (Fr.) Sacc., Syll. fung. 4: 713 (1886). — Fusisporium avenaceum Fr., Syst. Mycol. 3: 444 (1832).

### Синонимы
- Fusarium detonianum (Sacc.) Raillo, 1950
- Fusarium herbarum var. avenaceum (Fr.) Wollenw., 1930
- Fusisporium avenaceum Fr., 1832
- Gibberella avenacea R.J.Cook, 1967[2][3]